# Rejon Zəngilan
Rejon Zəngilan (azer. Zəngilan rayonu) – rejon w południowo-zachodnim Azerbejdżanie. 
W 1974 w rejonie utworzono Państwowy Rezerwat Przyrody Bəsitçay.